# Cleveland Cavaliers
O Cleveland Cavaliers, mais conhecido como Cavs, é uma equipe americana de basquetebol profissional sediada em Cleveland, Ohio. Os Cavaliers competem na NBA como membro da Divisão Central da Conferência Leste. A equipe começou a jogar como um time de expansão em 1970, junto com os Blazers e Braves. Os jogos em casa foram realizados pela primeira vez na Cleveland Arena de 1970 a 1974, seguidos pelo Richfield Coliseum de 1974 a 1994. Desde 1994, os Cavaliers jogam na Rocket Arena, no centro de Cleveland, que é compartilhada com os Gladiators (AFL) e Monsters (NHL).
Os Cavaliers viveram o melhor período de sua história com LeBron James, conquistando quatro títulos seguidos da Conferência Leste entre 2015 e 2018. Em 2016, os Cavaliers venceram seu primeiro campeonato da NBA, marcando a primeira grande conquista esportiva de Cleveland desde 1964, quando os Browns venceram a NFL.
Os Cavaliers tem 25 aparições nos playoffs da NBA e conquistaram oito títulos da Divisão Central, cinco títulos da Conferência Leste e um título da NBA, contra o Golden State Warriors.

## História
O Cleveland Cavaliers começou a jogar na NBA em 1970 como uma equipe de expansão de propriedade de Nick Mileti. Jerry Tomko, ganhou o concurso para nomear o time de "Cavaliers" através de uma competição patrocinada pelo The Plain Dealer.
Jogando seus jogos em casa no Cleveland Arena, sob a direção do técnico Bill Fitch, eles compilaram o pior recorde da liga com 15–67 na temporada inaugural. A equipe esperava se construir em torno da primeira escolha do Draft da NBA de 1971, Austin Carr, que havia estabelecido vários recordes em Notre Dame, mas Carr se machucou gravemente e nunca foi capaz de realizar seu potencial.

### 1970–1980: Era Austin Carr

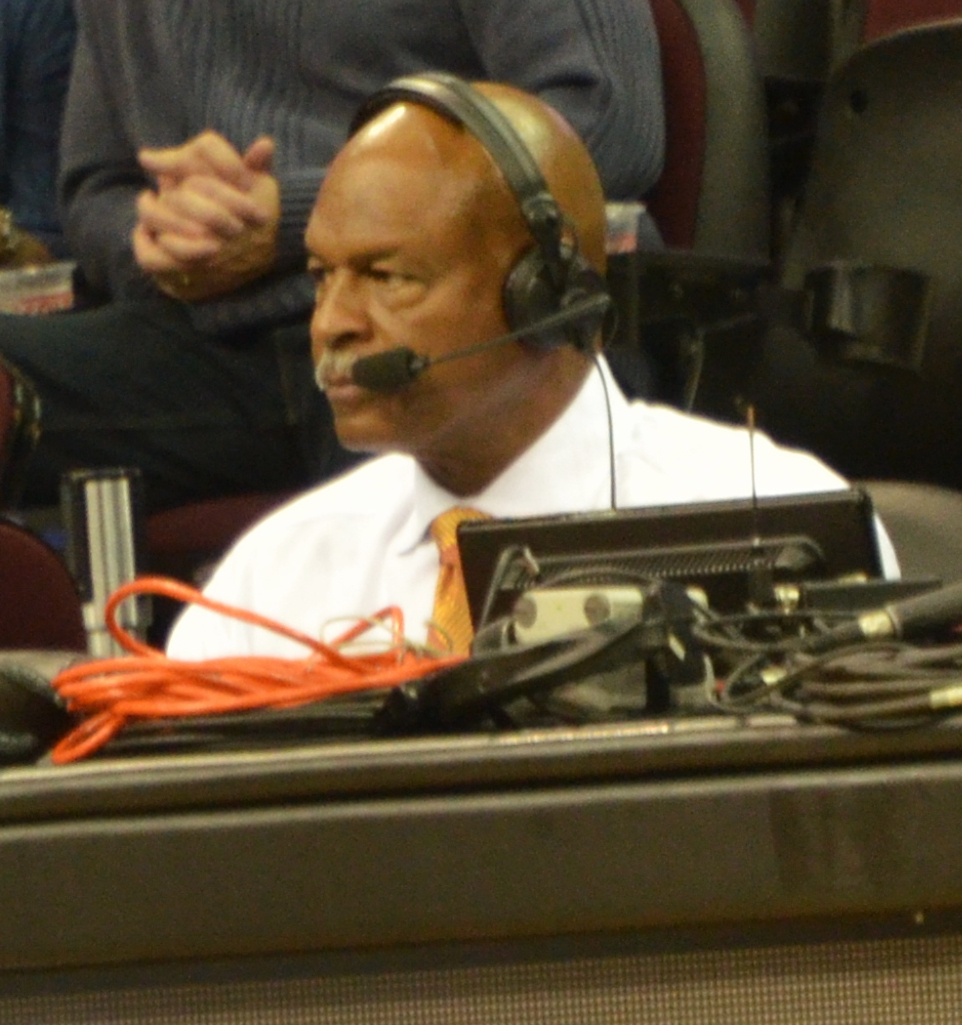
Austin Carr, primeira escolha geral do Draft de 1971, foi All-Star em 1974 e hoje comenta os jogos da equipe.

Nas temporadas seguintes, os Cavaliers melhoraram gradualmente o desempenho em quadra, graças às adições de jogadores talentosos como Bobby "Bingo" Smith, Jim Chones, Jim Cleamons e Dick Snyder. Os Cavaliers melhorou para 23–59 em sua segunda temporada, seguido de 32–50 na temporada de 1972–73 e 29–53 na temporada de 1973–74.
Em 1974, os Cavaliers mudou-se para o novíssimo Coliseu Richfield, localizado na zona rural de Richfield, Ohio – 32 km ao sul do centro de Cleveland. A mudança foi feita porque a Cleveland Arena havia caído em ruínas e o local foi escolhido em um esforço para atrair fãs da vizinha Akron e de outras áreas do nordeste de Ohio. Naquela temporada, os Cavaliers terminaram com um recorde de 40–42.

#### "Milagre de Richfield"
Na temporada de 1975–76, Fitch levou os Cavaliers a um recorde de 49–33 e o Título da Divisão. Fitch recebeu o prêmio de Treinador do Ano da NBA quando os Cavaliers conquistou sua primeira temporada vitoriosa, fez sua primeira aparição nos playoffs e conquistou seu primeiro título da Divisão Central.
Nos playoffs, os Cavaliers venceu sua série contra o Washington Bullets por 4–3. Por causa das muitas cenas heroicas e de vitórias nos últimos segundos, a série ficou conhecida localmente como o "Milagre de Richfield". A equipe ficou prejudicada por lesões, principalmente de Jim Chones, e perdeu para o Boston Celtics nas finais da Conferência Leste.
Acredita-se amplamente entre os fãs e jogadores dos Cavaliers que a equipe "Miracle" teria vencido o título da NBA se Chones tivesse se mantido saudável. Cleveland venceu 43 jogos nas temporadas de 1976–77 e de 1977–78, mas ambas as temporadas resultaram em eliminações precoces dos playoffs. Após uma temporada de 30–52 na temporada de 1978–79, Fitch renunciou ao cargo de treinador.

### 1980–1983: Ted Stepien como novo dono
Na temporada seguinte, depois de ter um recorde de 37–45 sob o comando do sucessor de Fitch, Stan Albeck, o proprietário original Mileti vendeu suas ações a Louis Mitchell, que as vendeu ao proprietário minoritário Joe Zingale. Em 1980, depois de alguns meses, Zingale vendeu a equipe ao magnata da publicidade nacional, Ted Stepien, em 12 de abril de 1980.
No início de seu mandato, Stepien propôs renomear a equipe como "Ohio Cavaliers", parte de um plano que incluía jogar seus jogos em casa, não apenas na área de Cleveland, mas em Cincinnati e em mercados fora de Ohio, como Buffalo e Pittsburgh. Ele também fez mudanças no entretenimento do dia do jogo, como a introdução de uma música e um time de dança conhecido como "Os ursos de pelúcia". Stepien também supervisionou a contratação e demissão de uma sucessão de treinadores e esteve envolvido na tomada de uma série de decisões ruins sobre jogadores. O resultado de sua perspicácia comercial questionável e de sua má administração foi a perda de várias escolhas de primeira rodada de draft, o que levou a uma mudança de regra na NBA, proibindo as equipes de negociar as escolhas de draft da primeira rodada em anos consecutivos. Esta regra é conhecida como "Regra de Ted Stepien".
O caos que se seguiu teve um efeito importante no desempenho em quadra dos Cavaliers e na falta de apoio local, tendo um recorde de 28–54 na temporada de 1980–81 (primeiro ano de Stepien como proprietário), seguido por uma marca abismal de 15–67 na temporada de 1981–82. Embora a equipe tenha melhorado seu recorde para 23–59 na temporada seguinte, o apoio local aos Cavaliers corroeu e eles tiveram uma média de apenas 3.900 fãs por jogo. Embora Stepien tenha ameaçado mudar a franquia para Toronto e renomeá-la de Toronto Towers, os irmãos George e Gordon Gund compraram o Cavaliers em 1983 e decidiram manter a equipe em Cleveland (levaria mais 12 anos até Toronto finalmente conseguir uma equipe da NBA). Como incentivo ao Gunds, os proprietários da NBA concediam à equipe escolhas bônus da primeira rodada de cada ano, de 1983 a 1986, para ajudar a compensar os que Stepien negociou.

### 1983–1986: Os Gunds assumem
Logo após a compra dos Cavaliers em 1983, os Gunds mudaram as cores da equipe de vinho e ouro para laranja e azul marinho. Além disso, eles adotaram oficialmente "Cavs" como um apelido mais curto para fins de marketing, pois havia sido usado não oficialmente por fãs e escritores desde o início da equipe. Sob o comando de George Karl, os Cavaliers fracassaram novamente e não foram aos playoffs com um recorde de 28–54 na temporada de 1983–84. Os Cavaliers finalmente voltaram aos playoffs em 1985, perdendo para o Boston Celtics na primeira rodada.
Nesse ponto, a equipe estava em transição, liderada por jogadores dinâmicos como World B. Free, Roy Hinson e John Bagley. Mas em 1986, Karl foi demitido após 66 jogos. O técnico interino Gene Littles guiou a equipe pelo resto do caminho e os Cavaliers terminou a temporada com um recorde de 29–53. Durante o período de sete temporadas, os Cavaliers tiveram nove treinadores: Stan Albeck, Bill Musselman, Don Delaney, Bob Kloppenburg, Chuck Daly, Bill Musselman (novamente), Tom Nissalke, George Karl e Gene Littles. A única aparição nos playoffs conquistada durante esse trecho foi durante a temporada de 1984–1985, sob o comando de George Karl.

### 1986–1995: Era Price, Daugherty e Nance

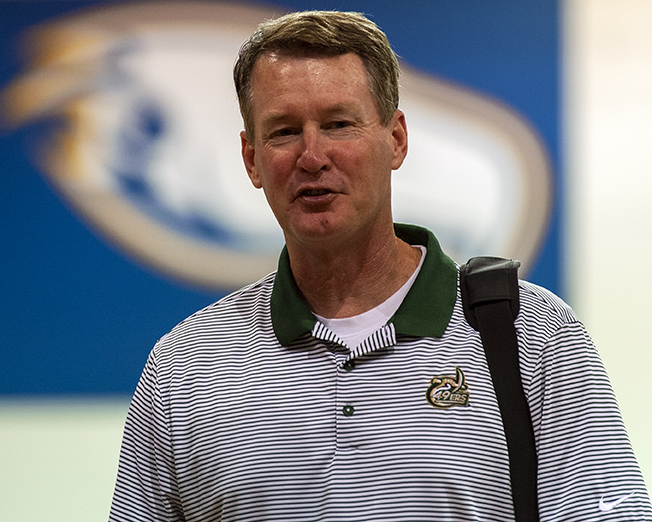
Mark Price, um dos melhores arremessadores da história, foi quatro vezes All-Team pelos Cavaliers.

Durante o Draft da NBA de 1986, os Cavaliers adquiriram Mark Price, Brad Daugherty e Ron Harper. Eles também adicionariam Larry Nance em um acordo com o Phoenix Suns. Esses quatro jogadores formaram o núcleo da equipe, sob a direção do técnico Lenny Wilkens, que levou os Cavaliers a oito temporadas nos playoffs, incluindo três temporadas de 50 ou mais vitórias.
O auge do sucesso dos Cavaliers aconteceu na temporada de 1991–92, quando eles compilaram um recorde de 57–25 e avançaram para as finais da Conferência Leste, perdendo para o Chicago Bulls por 4–2.
Logo depois, os Cavaliers entraram em um período de declínio: com as aposentadorias e partidas de Nance, Daugherty e Price, a equipe perdeu muito de seu domínio e não conseguiu mais disputar fortemente. Após a temporada de 1992–93, na qual os Cavaliers tinham um recorde de 54–28 na temporada regular, mas foi eliminados nas semifinais da Conferência Leste para o Chicago Bulls, Wilkens saiu para treinar o Atlanta Hawks. Após a contratação de Mike Fratello como treinador, a partir da temporada de 1993–94, os Cavaliers se tornou uma das melhores equipes defensivas da NBA sob a liderança do armador Terrell Brandon. Embora os Cavaliers fizessem aparições regulares nos playoffs, eles não conseguiram avançar além da primeira rodada. Em 1994, os Cavaliers voltaram ao centro de Cleveland com a abertura da Arena Gund, com 20.562 lugares. Conhecido pelos habitantes locais como "Gund", o local serviu como local do jogo do All-Star Game de 1997. A arena e o Jacobs Field do Cleveland Indians foram construídos juntos como parte do projeto Gateway de Cleveland.

### 1995–2003: Década dificil

#### Era Mike Fratello

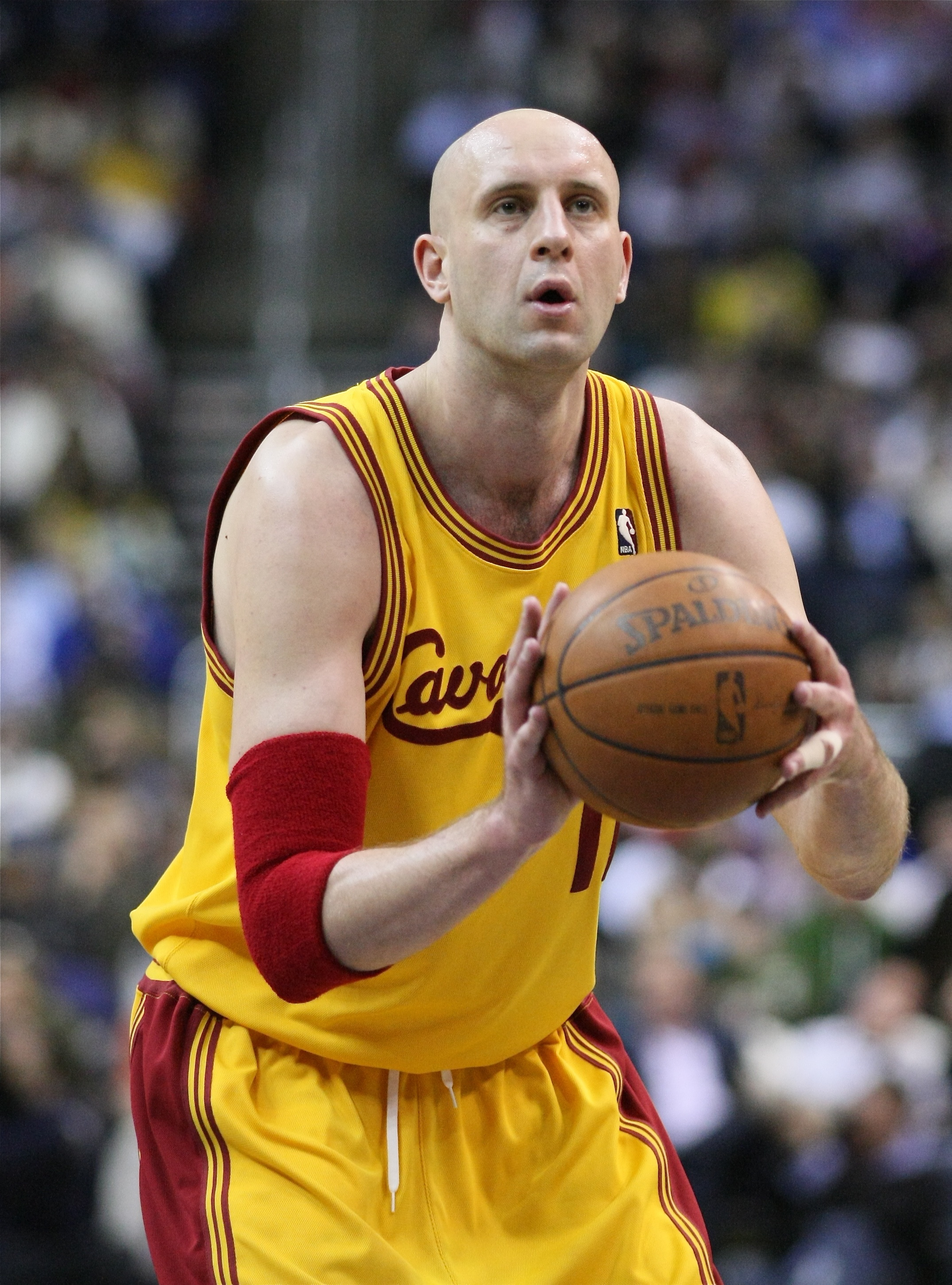
Žydrūnas Ilgauskas foi duas vezes All-Star pelos Cavaliers e o líder de todos os tempos da equipe em bloqueios.

Os Cavaliers renovou sua formação inicial durante a entressafra de 1997 e jogadores como Shawn Kemp e Žydrūnas Ilgauskas acrescentaram qualidade à equipe, mas sem mais sucesso na pós-temporada. Nas três temporadas em que Kemp jogou pelos Cavaliers, eles conseguiram apenas uma aparição nos playoffs e uma vitória nos playoffs. Fratello foi demitido após a encurtada temporada de 1998–99.

#### Dificuldades no início dos anos 2000
Apesar das chegadas de Andre Miller, Brevin Knight, Lamond Murray, Chris Mihm e Carlos Boozer, os Cavaliers eram uma equipe que frequentemente estavam na parte de baixo da tabela. A equipe de 2002–03 terminou com o terceiro pior recorde da história da franquia (17–65), o que lhes rendeu 22,5% de chance de ganhar a primeira seleção geral no Draft seguinte, um dos mais promissores em anos.

### 2003–2010: A primeira era LeBron James

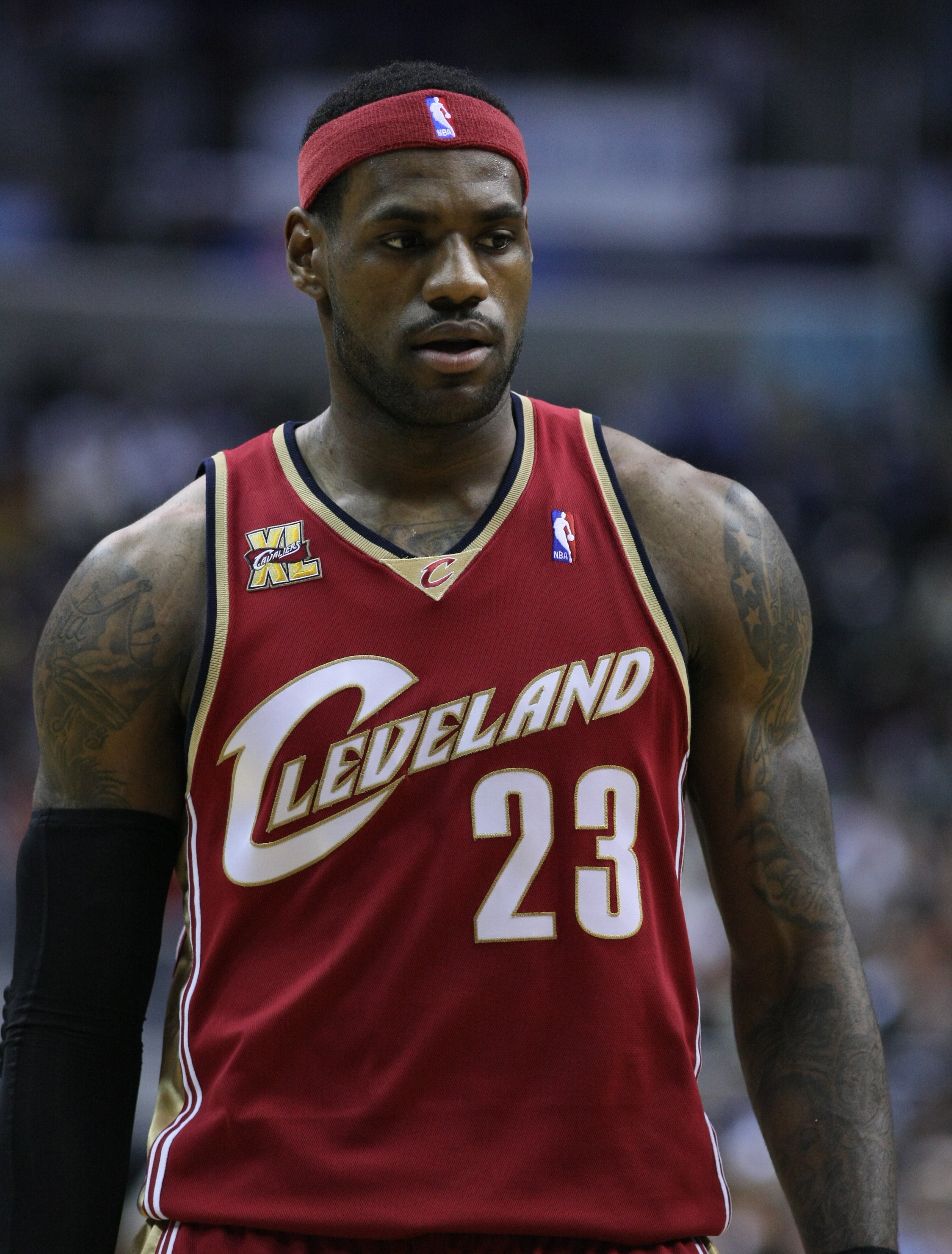
LeBron James foi a primeira escolha geral do Draft de 2003 pelos Cavaliers. Em sua primeira passagem, ele foi o Novato do Ano em 2004, duas vezes MVP em 2009 e 2010, seis vezes All-Team, levou o time às finais da NBA em 2007 e tornou-se o maior pontuador de todos os tempos da equipe em 2008.

Os Cavaliers conseguiram a primeira escolha no Draft de 2003 e selecionaram LeBron James. Como se estivesse comemorando uma nova era no basquete do Cleveland Cavaliers, as cores da equipe foram alteradas de laranja, preto e azul para vinho e ouro, com a adição de azul marinho e um novo logotipo principal. O status de James como estrela da área e como uma das perspectivas mais elogiadas da história da NBA, levou muitos a ver sua seleção como uma ponto de viragem na história da franquia. Abraçada por Cleveland como "King James",  James se tornou um jogador dominante e venceu o Prêmio de Novato do Ano.
A esperança foi ainda maior para a temporada de 2004–05 com James aumentando sua produção de pontos, rebotes e assistências por jogo. Depois de um começo promissor, os Cavaliers iniciou uma espiral descendente que acabou levando à demissão do técnico Paul Silas e do gerente geral Jim Paxson. A equipe não conseguiu chegar aos playoffs naquele ano com um recorde de 42–40.
Os Cavaliers fizeram muitas mudanças na entressafra de 2005. Sob o comando do novo proprietário Dan Gilbert, a equipe contratou um novo treinador, Mike Brown, e um novo gerente geral, Danny Ferry.
A equipe teve sucesso na quadra na temporada seguinte, conquistando sua primeira participação nos playoffs desde 1998 com um recorde de 50–32. LeBron teve médias de 31,4 pontos na temporada, mas acabou ficando em segundo lugar no prêmio de MVP da NBA, atrás apenas de Steve Nash do Phoenix Suns.
Após uma vitória sobre o Washington Wizards, os Cavaliers foram eliminados pelo Detroit Pistons por 4–3 nas semifinais da Conferência Leste. Os playoffs foram uma vitrine para o surgimento de James, que alcançou muitos recordes de "mais jovem de todos os tempos" durante a corrida.

#### 2006–07: Campeões da Conferência Leste
Os Cavaliers continuaram seu sucesso na temporada de 2006–07. A equipe teve novamente um recorde de 50–32 e eliminaram os Wizards e o New Jersey Nets. Os Cavaliers enfrentaram os Pistons nas finais da Conferência Leste e venceram a série por 4–2, conquistando o seu primeiro título da conferência. A primeira viagem da equipe às finais da NBA foi curta, pois foram superadas pelo San Antonio Spurs por 4–0.
Os Cavaliers deram um passo atrás na temporada de 2007–08. Eles lutaram contra lesões e tiveram muitas mudanças no elenco, incluindo uma negociação de três equipes no prazo final em que a equipe adquiriu Joe Smith, Wally Szczerbiak, Ben Wallace e Delonte West. Os Cavaliers terminou com um recorde de 45–37 e perdeu na segunda rodada dos playoffs contra o Boston Celtics.

#### 2008–2010: Grandes expectativas

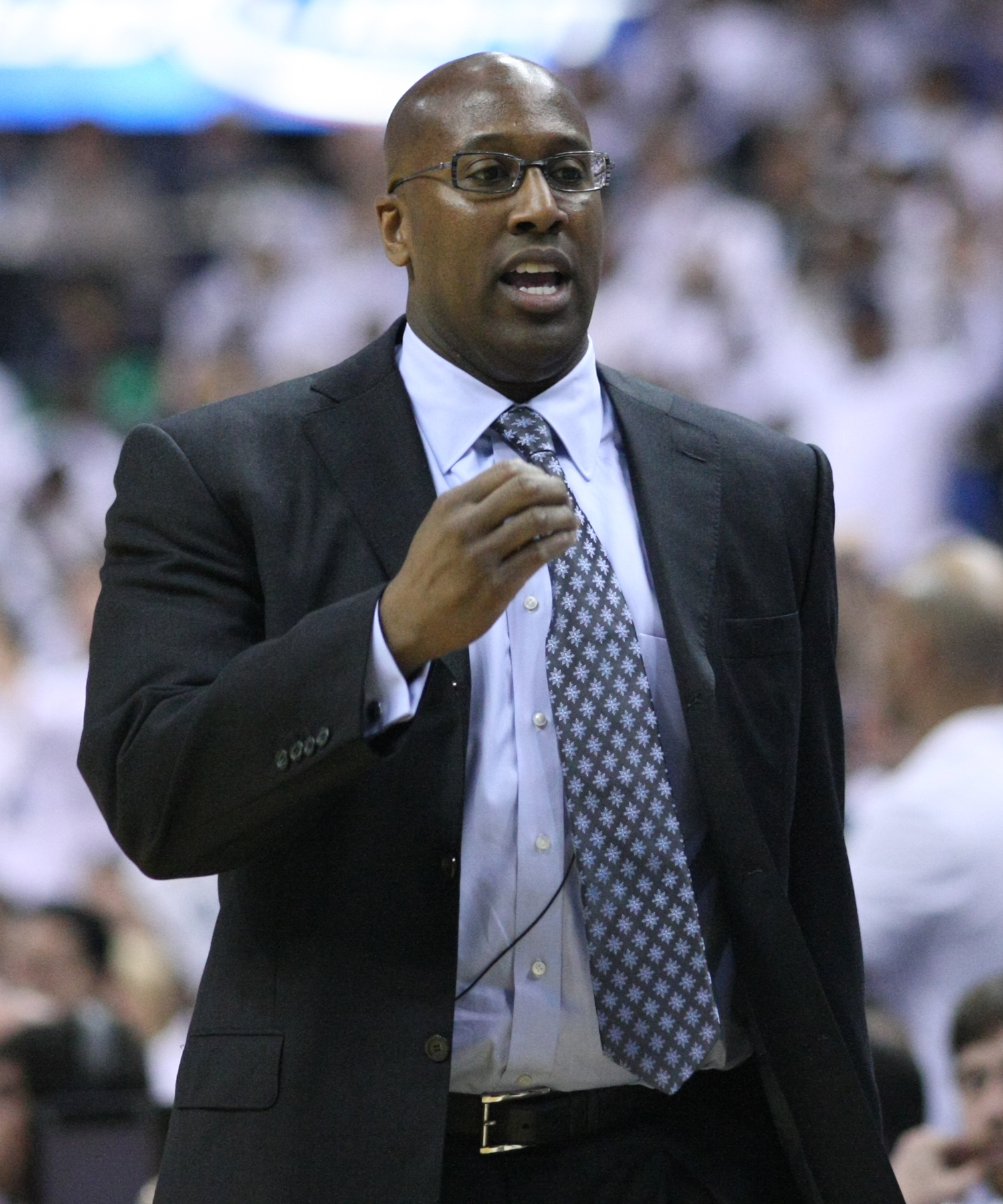
Mike Brown foi o Treinador do Ano na temporada de 2008–09.

Na temporada seguinte, os Cavaliers fizeram progressos. Eles terminaram com um recorde de 66–16, o melhor recorde da temporada regular na história da franquia. Os Cavaliers entrou nos playoffs com vantagem em quadra em casa durante os playoffs. O técnico Mike Brown ganhou o prêmio de Treinador do Ano da NBA e LeBron James terminou em segundo lugar no prêmio de Jogador Defensivo da NBA, além de vencer pela primeira vez em sua carreira o Prêmio de MVP da NBA.
Nos playoffs, os Cavaliers varreram o Detroit Pistons, vencendo todos os jogos por dez ou mais pontos. Nas semifinais da conferência, os Cavaliers varreram o Atlanta Hawks, vencendo novamente cada jogo por pelo menos dez pontos, tornando-se o primeiro time na história da NBA a vencer oito jogos consecutivos nos playoffs por uma margem de dois dígitos. Os Cavaliers encontraram o Orlando Magic nas finais da Conferência Leste e Orlando venceu a série em seis jogos.
Durante a entressafra de 2009, os Cavaliers adquiriram Shaquille O'Neal do Phoenix Suns. Os Cavaliers conseguiu terminar com o melhor recorde da NBA pela segunda temporada consecutiva, com um recorde de 61–21. James foi nomeado MVP da NBA, pelo segundo ano consecutivo. Os Cavaliers derrotaram o Chicago Bulls por 4–1 na primeira rodada dos playoffs mas perderam para o Boston Celtics em seguida.

#### The Decision
Com os Cavaliers fora dos playoffs, o foco voltou-se para a iminente saída de James. Em 8 de julho de 2010, James anunciou em um especial de uma hora televisionado nacionalmente chamado "The Decision on ESPN" que assinaria com o Miami Heat. As repercussões deste anúncio deixaram muitos na cidade de Cleveland enfurecidos e se sentiram traídos. Várias camisas de LeBron James foram queimadas e o famoso mural da Nike "Witness" de James, no centro de Cleveland, foi imediatamente retirado.
Logo após James fazer seu anúncio, Dan Gilbert, o proprietário dos Cavaliers, anunciou em uma carta aberta no site dos Cavaliers que a decisão de James era uma "traição covarde" e prometeu um título da NBA para o Cleveland Cavaliers antes que LeBron James ganhasse um.

### 2010–2011: Dificuldades e infâmia

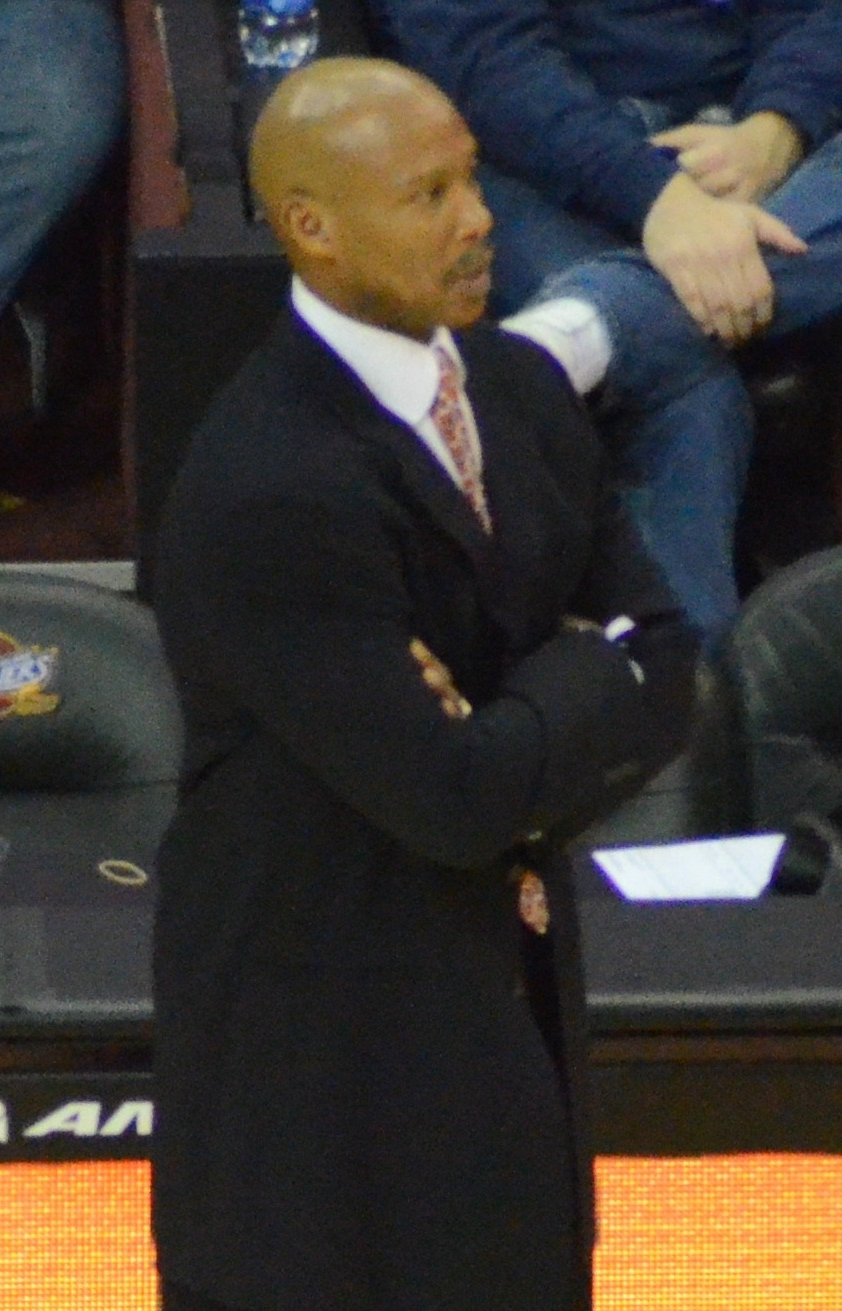
Byron Scott teve um recorde de 64–166 pela equipe e passou pela (então) sequência de derrotas mais longa dos esportes profissionais.

Durante a entressafra de 2010, antes de LeBron James deixar o time, os Cavaliers demitiram o técnico Mike Brown, junto com a maioria de sua equipe técnica. O gerente geral Danny Ferry renunciou em 4 de junho de 2010 e o gerente geral assistente Chris Grant foi promovido para substituir Ferry. Em 1º de julho, os Cavaliers contratou Byron Scott como o 18º técnico na história da franquia.
Os Cavaliers passaram o resto da temporada de 2010 reconstruindo sua equipe após a partida de James. Eles assinaram contrato com Christian Eyenga, escolhido na primeira rodada de 2009, e adquiriram Ramon Sessions e Ryan Hollins do Minnesota Timberwolves. Os Cavaliers também contrataram Joey Graham, Samardo Samuels e Manny Harris. Na quadra, a temporada de 2010–11 foi um forte contraste em relação à temporada anterior. Eles passaram das 61 vitórias da liga em 2009–10 para 19 vitórias, a maior queda de uma temporada da história da NBA. Nesta temporada, os Cavaliers também perderam 63 jogos, incluindo uma sequência de 26 derrotas, que estabeleceu um recorde na NBA como a maior sequência de derrotas em qualquer esporte profissional americano.

### 2011–2014: Reconstrução com Kyrie Irving

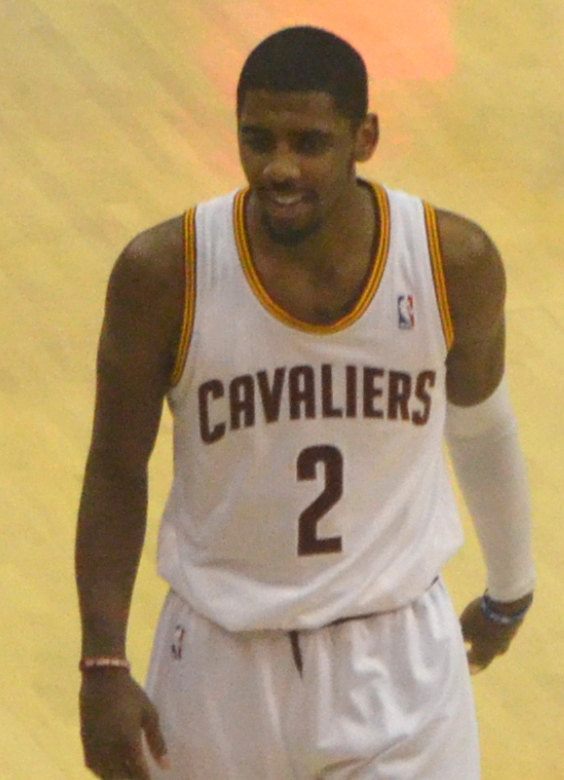
Kyrie Irving, primeira escolha geral do Draft de 2011, foi o Novato do Ano em 2012 e quatro vezes All-Star pelos Cavaliers.

Tendo o segundo pior time da temporada de 2010–11, os Cavaliers ganharam a primeira escolha no Draft de 2011. Os Cavaliers selecionaram Kyrie Irving como a primeira escolha. Com a quarta escolha, os Cavaliers selecionaram Tristan Thompson. A temporada abreviada de 2011–12 foi uma melhoria para os Cavaliers, que terminaram 21–45. Irving foi nomeado Novato do Ano na NBA e Thompson foi nomeado para o Segundo-Time de Novatos.
Pelo segundo ano consecutivo, os Cavaliers tiveram duas escolhas na primeira rodada no Draft da NBA. Com a escolha nº 4, eles selecionaram Dion Waiters e com a opção nº 17, eles selecionaram Tyler Zeller.
A equipe teve dificuldades na temporada de 2012–13, o que os levou a demitir o técnico Byron Scott após um recorde de 64–166 em três temporadas. Na semana seguinte, os Cavaliers contrataram Mike Brown como treinador. Pelo terceiro ano consecutivo, os Cavaliers tiveram duas escolhas na primeira rodada do Draft da NBA. Os Cavaliers selecionaram Anthony Bennett com a primeira escolha geral. Isso fez de Bennett o primeiro jogador canadense a ser a escolha número um. Com a 19ª escolha, os Cavaliers selecionaram Sergey Karasev.
Em 6 de fevereiro, os Cavaliers demitiram o GM Chris Grant. A equipe então anunciou que o vice-presidente de operações de basquete David Griffin atuaria como GM interino. Em 12 de maio de 2014, os Cavaliers anunciaram que Griffin havia sido nomeado GM em tempo integral, além de anunciar que Mike Brown havia sido demitido após uma temporada com um recorde de 33–49. Os Cavaliers conseguiram a primeira escolha geral pela terceira vez em quatro anos.

### 2014–2018: Retorno de LeBron James e Big Three

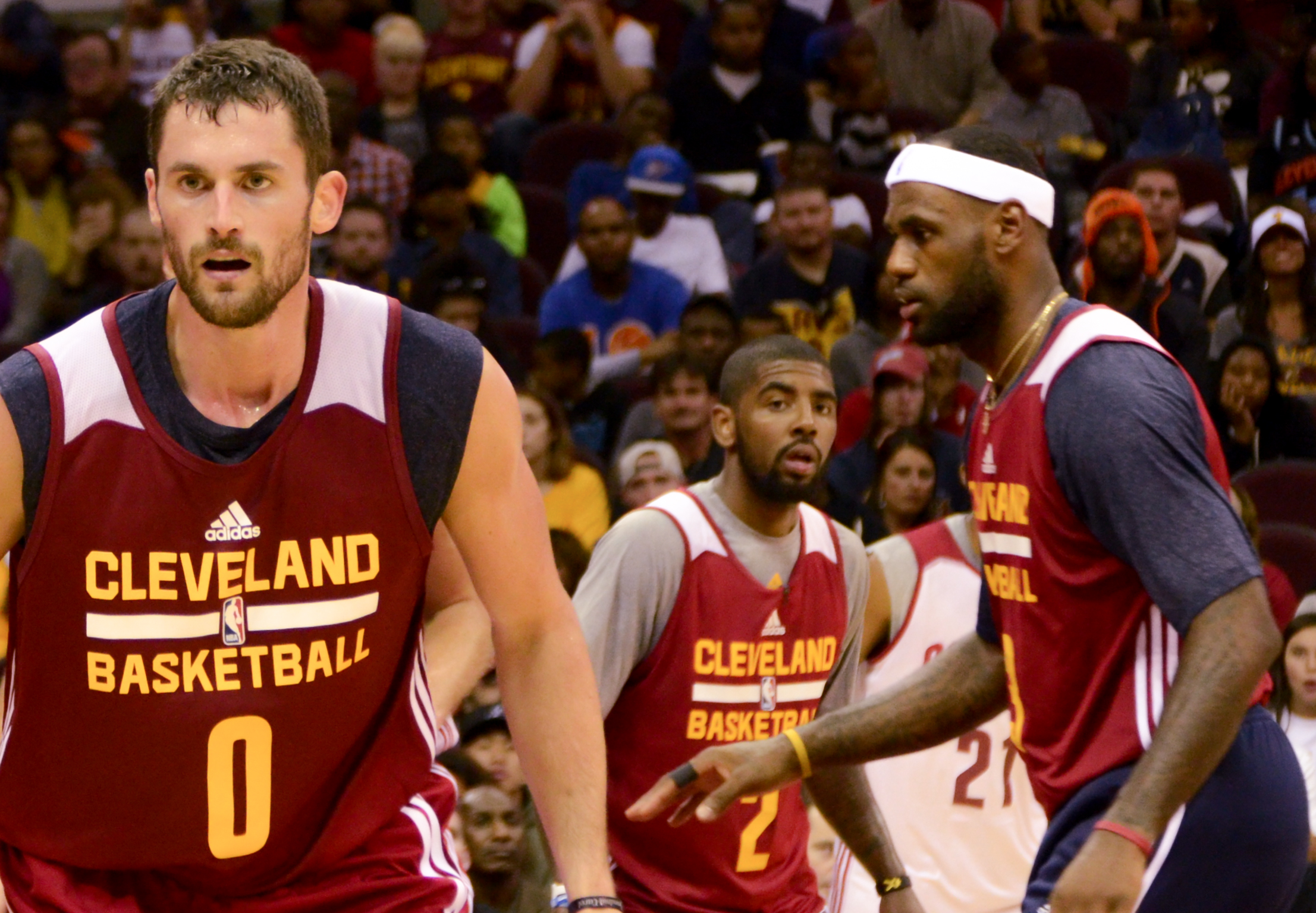
Kevin Love (esquerda), Kyrie Irving (centro) e LeBron James (direita), o Big Three que liderou os Cavaliers ao seu primeiro título da NBA em 2016.

Em 11 de julho de 2014, James revelou por meio de uma entrevista na Sports Illustrated que pretendia retornar aos Cavaliers. Em contraste com a decisão, seu anúncio de retornar a Cleveland foi bem recebido. Um dia depois, ele assinou oficialmente com a equipe, que havia compilado o pior recorde de 97–215 nas quatro temporadas seguintes à sua partida. Um mês após a contratação de James, os Cavaliers adquiriram Kevin Love do Minnesota Timberwolves, formando um novo trio de estrelas junto com Kyrie Irving.

#### 2014–2015: Retorno às finais da NBA
Os Cavaliers passaram por dificuldades durante os dois primeiros meses da temporada de 2014–15. Foi quando o gerente geral David Griffin salvou a temporada com duas jogadas. Primeiro, Dion Waiters foi enviado ao Oklahoma City Thunder em um contrato de três equipes que trouxe J. R. Smith e Iman Shumpert. Dois dias depois, Griffin desistiu de duas escolhas na primeira rodada em troca de Timofey Mozgov do Denver Nuggets.
Os Cavaliers entraram nos Playoffs da NBA de 2015 como a segunda melhor campanha no Leste com um recorde de 53–29. Eles avançaram nas três primeiras rodadas dos playoffs praticamente sem perder, varrendo o Boston Celtics na primeira rodada, derrotando o Chicago Bulls em seis jogos na segunda rodada e varrendo Atlanta nas finais da conferência para reivindicar o segundo título da Conferência Leste da franquia e uma viagem para as finais da NBA.
Os Cavaliers tiveram problemas nas finais pois estavam sem Love, que sofreu uma lesão no ombro, e Irving, que fraturou a rótula na prorrogação do primeiro jogo da final. Para piorar a situação, Smith e Shumpert tiveram desempenhos fracos nas finais, o que levou jogadores como Matthew Dellavedova e James Jones a desempenhar papéis que estavam além de suas capacidades. Apesar da derrota, James recebeu sérias considerações para o Prêmio de MVP das Finais, depois de ter uma média de 35,8 pontos, 13,3 rebotes e 8,8 assistências nos seis jogos. Os Cavaliers perderam a série para o Golden State Warriors por 4–2.

#### 2015–2016: Primeiro título da NBA

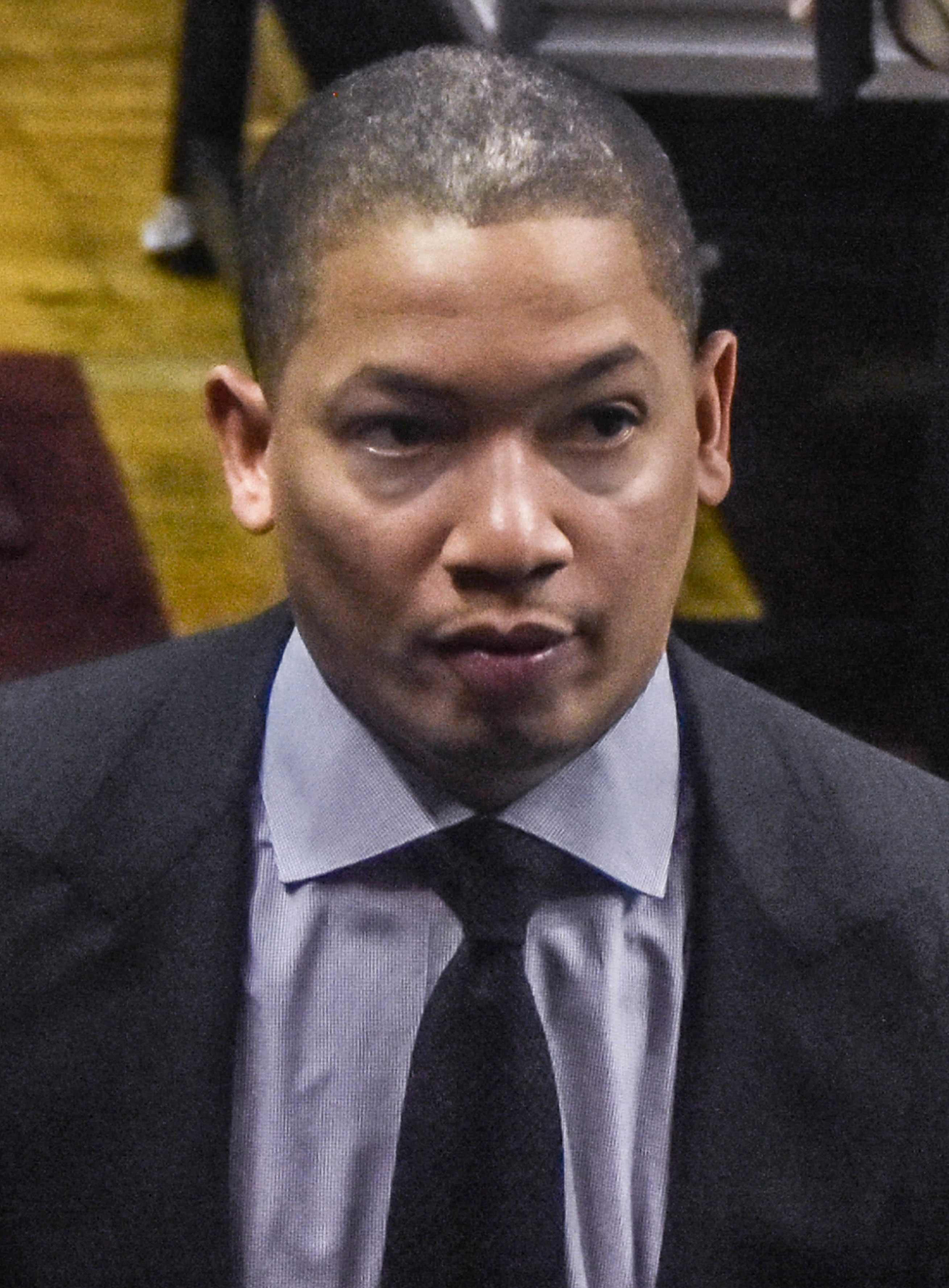
Tyronn Lue assumiu o cargo de treinador no meio da temporada de 2015–16.

Os Cavaliers entraram na temporada de 2015–16 buscando redenção após uma saída decepcionante e cheia de lesões das finais da NBA. Enquanto os Cavaliers mantinham apenas cinco jogadores em 2015, eles tinham um elenco de 11 jogadores retornando para a temporada 2015–16. Love silenciou muitos que duvidam de sua decisão de assinar um contrato de cinco anos para ficar em Cleveland, desprezando mercados e papéis maiores no processo. Smith, Shumpert e Dellavedova também concordaram com novos contratos.
Durante a temporada de 2015–16, James foi criticado por seu papel em várias controvérsias fora da quadra, incluindo a demissão no meio da temporada do treinador David Blatt. Apesar dos Cavaliers terem o melhor recorde na Conferência Leste com 30–11, Blatt foi demitido em 22 de janeiro e substituído por seu assistente Tyronn Lue. A falta de química e coesão foi o catalisador da mudança. Lue tinha uma abordagem firme e imparcial para treinar os Cavs, construindo confiança dentro de uma equipe que muitas vezes parecia prestes a se fragmentar. Ele administrou egos, implementou um ataque acelerado e tomou algumas decisões hábeis.
Os Cavaliers entraram nos Playoffs da NBA de 2016 como a melhor campanha no Leste com um recorde de 57–25 e mais uma vez avançaram nas três primeiras rodadas dos playoffs praticamente sem contestação, chegando às finais da NBA com um recorde de 12–2.
Nas finais da NBA, o Cavaliers enfrentou uma revanche com o Golden State Warriors. Os Warriors, com um recorde da temporada regular de 73–9, alcançou uma vantagem de 2–0 depois de derrotar os Cavaliers nos Jogos 1 e 2. Os Cavaliers respondeu com uma vitória no Jogo 3, antes de ficar para trás por 3–1 na série, com uma derrota no Jogo 4. James e Irving responderam no Jogo 5, com ambos marcando 41 pontos para levar os Cavaliers à vitória por 112–97 em Oakland. James continuou sua forma no Jogo 6, ao ter seu segundo jogo consecutivo de 41 pontos, levando os Cavaliers a duas vitórias consecutivas para evitar a eliminação. No Jogo 7, no Oracle Arena, em Oakland, várias jogadas importantes no quarto período colocaram os Cavaliers em posição de vitória: o bloqueio de James em Andre Iguodala a 1:50 do final; A cesta de três pontos de Irving, com 53 segundos restantes, levaram os Cavaliers a uma vantagem de 92–89; e o jogo defensivo de Love contra Stephen Curry na posse que se seguiu. Cleveland saiu vitorioso com uma vitória de 93–89 para conquistar o primeiro título esportivo profissional da cidade em 52 anos. James foi nomeado MVP unânime das finais, sendo o primeiro jogador a liderar todas as cinco principais estatísticas de ambos os times em finais.

#### 2016–2018: Continuação do domínio no Leste
A temporada de 2016–17 foi marcada por lesões e perdas inesperadas para os Cavaliers. LeBron James o descreveu como um dos anos "mais estranhos" de sua carreira e sentiu que o elenco dos Cavs estava "muito pesado". Os Cavaliers terminaram a temporada regular como a segunda melhor campanha no Leste com um recorde de 51–31, depois de perder os quatro últimos jogos.
Apesar disso, os Cavaliers teve um recorde de 12–1 nos playoffs da Conferência Leste, tendo a melhor eficiência ofensiva da história da pós-temporada nas três primeiras rodadas, superando o "Showtime" dos Los Angeles Lakers da década de 1980. No entanto, eles enfrentaram o Golden State Warriors nas Finais da NBA em uma revanche muito aguardada. Os Warriors derrotaram os Cavaliers em cinco jogos, apesar de James ter uma média de 33,6 pontos, 12,0 rebotes e 10,0 assistências. No período de entressafra de 2017, Kyrie Irving exigiu uma troca, alegando que ele não queria mais ser a sombra de LeBron. Mais tarde, o desejo de Irving foi atendido, enviando-o ao Boston Celtics.
No meio da temporada, houve uma grande reforma no elenco dos Cavaliers com a chegada de Larry Nance Jr., Jordan Clarkson e George Hill. Este novo elenco fez os Cavaliers jogar melhor. Eles chegaram às finais da NBA pelo quarto ano consecutivo, mas novamente foram derrotados pelos Warriors, desta vez por 4–0. Após a final, três times emergiram como favoritos para assinar com LeBron: Cavs, Los Angeles Lakers e Philadelphia 76ers. LeBron assinou com os Lakers, deixando Cleveland novamente. Tentando se manter competitivo, os Cavs renovaram com Kevin Love para uma extensão de US $ 120 milhões em 4 anos.

### 2018–presente: Reconstrução

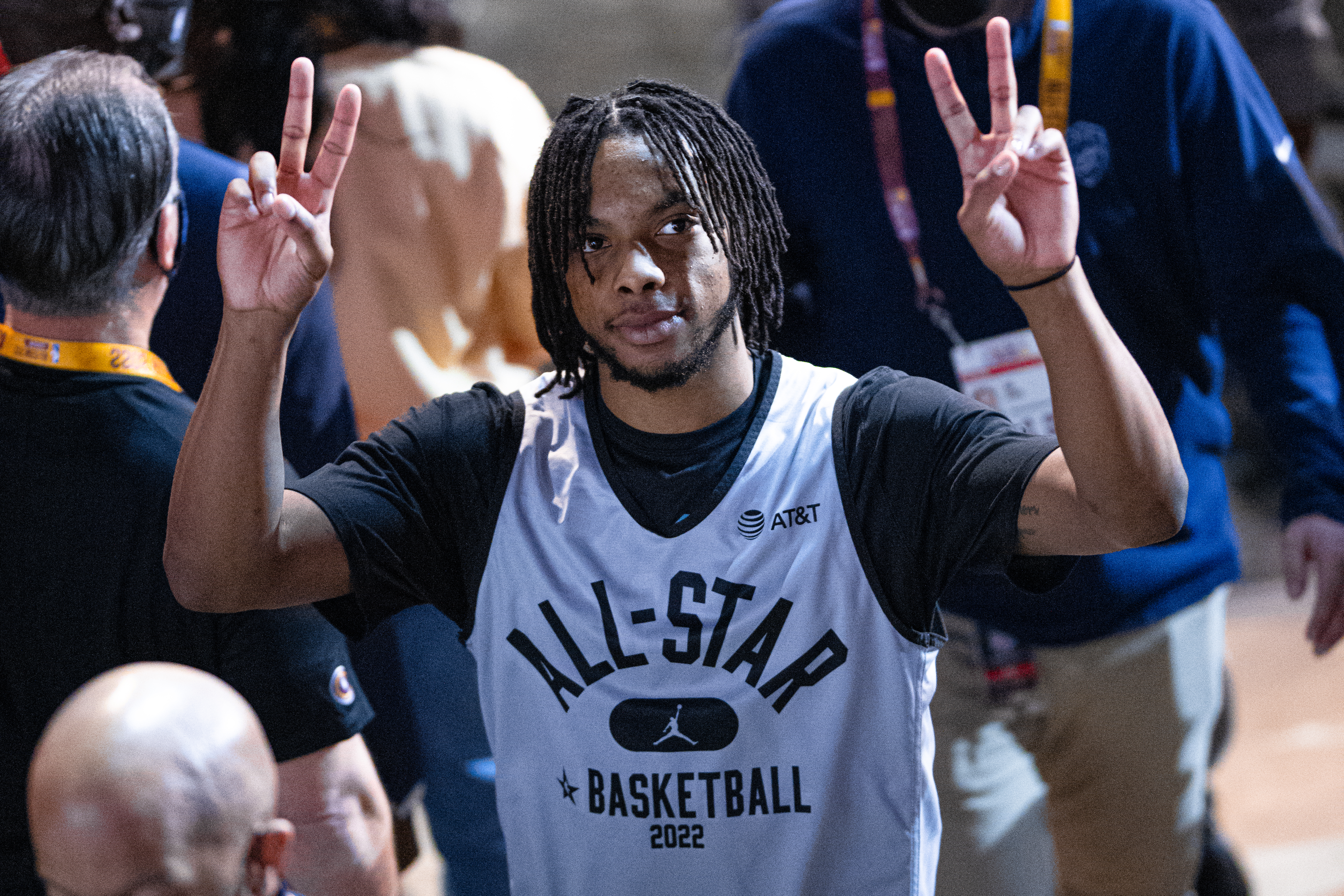
Darius Garland foi a quinta escolha geral do Draft de 2019 pelos Cavaliers.

Depois que LeBron saiu, o plano de Cleveland era permanecer competitivo com Collin Sexton e Cedi Osman se desenvolvendo e sendo liderados por Kevin Love. Os Cavs perderiam os playoffs e receberiam a 5ª escolha no Draft da NBA de 2019, apesar de terem o segundo pior recorde (19–63).
Com a 5ª Escolha no Draft da NBA, os Cavs selecionaram Darius Garland. Os Cavs também selecionaram Dylan Windler em uma outra escolha de primeira rodada. Os Cavs também contrataram John Beilein como técnico da equipe. Durante o prazo de negociação da NBA de 2020, os Cavaliers adquiriu Andre Drummond do Detroit Pistons. Enquanto a equipe jogou melhor com Drummond, a temporada dos Cavs foi interrompida devido ao COVID-19. No Draft da NBA de 2020, os Cavs selecionaram Isaac Okoro com a 5ª escolha. Em 2022, Darius Garland e Jarrett Allen foram escolhidos para disputar o NBA All-Star Game em Cleveland.

## Rivalidades

### Chicago Bulls
Bulls e Cavaliers se enfrentaram desde que os Cavaliers ingressaram na NBA como uma equipe de expansão em 1970, mas a rivalidade não começou a valer até que os Bulls selecionou Michael Jordan com a terceira escolha geral em 1984. Depois que Jordan foi para o Washington Wizards e, eventualmente, se aposentou, a rivalidade desapareceu, mas quando Cleveland escolheu LeBron James com a primeira escolha em 2003, a rivalidade esquentou novamente. Ao todo, os Bulls venceram 153 jogos contra 117 dos Cavaliers.

### Golden State Warriors
Apesar das duas equipes se enfrentam desde que os Cavaliers entrou para a liga em 1970, sua rivalidade começou a se desenvolver na temporada de 2014–15, quando se encontraram na primeira das quatro finais consecutivas da NBA, de 2015 a 2018. Dessas quatro séries, os Warriors venceram três títulos (2015, 2017 e 2018) e os Cavaliers, um (2016). A série de finais terminou na temporada de 2018–19, quando os Cavaliers não foram para os playoffs após a mudança de LeBron James para o Los Angeles Lakers. Ao todo, os Warriors venceram 83 jogos contra 62 dos Cavaliers.

## Arenas

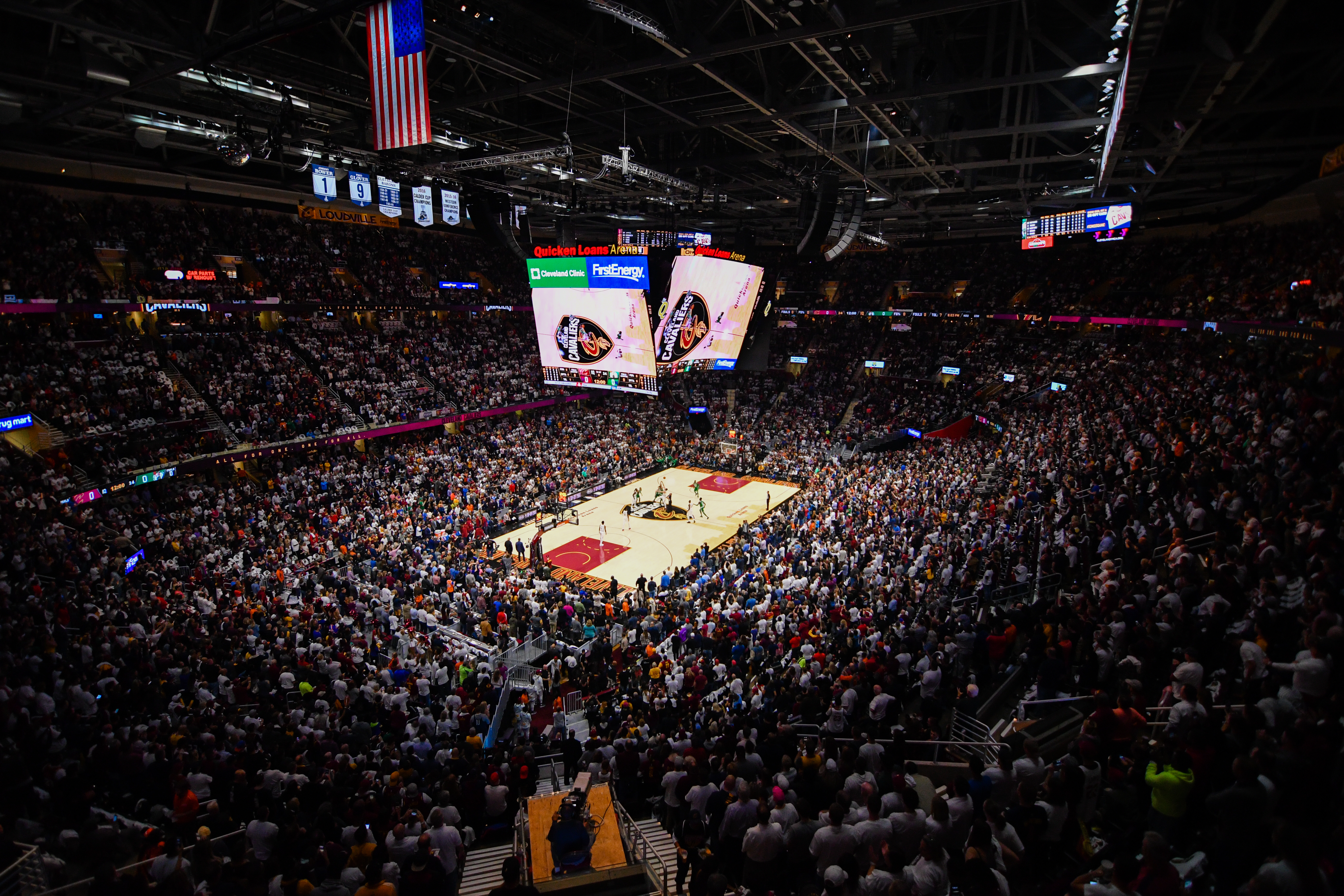
Abertura da NBA em 2017 na Rocket Arena

- Cleveland Arena (1970–1974)
- Richfield Coliseum (1974–1994)
- Rocket Arena (1994–presente)

## Jogadores

### Direitos de draft
Os Cavs detém os direitos de draft para as seguintes escolhas não assinadas que jogam fora da NBA. Um jogador selecionado, um selecionado internacional ou um selecionado da faculdade que não seja contratado pela equipe que o selecionou, poderá assinar com qualquer time que não seja da NBA. Nesse caso, a equipe mantém os direitos de Draft do jogador na NBA até um ano após o término do contrato do jogador com a equipe que não é da NBA. Esta lista inclui direitos de Draft que foram adquiridos de negociações com outras equipes.
| Draft | Rodada | Escolha | Jogador                | Nacionalidade | Time atual               | Nota                                                        | Ref    |
| ----- | ------ | ------- | ---------------------- | ------------- | ------------------------ | ----------------------------------------------------------- | ------ |
| 2022  | 2      | 39      | Khalifa Diop           | Senegal       | Saski Baskonia (Espanha) |                                                             | [ 83 ] |
| 2015  | 2      | 47      | Artūras Gudaitis       | Lituânia      | Alvark Tokyo (Japão)     | Adquirido do Sacramento Kings                               | [ 84 ] |
| 2011  | 2      | 56      | Chukwudiebere Maduabum | Nigéria       | Veertien Mie (Japão)     | Adquirido do Los Angeles Lakers (via Denver e Philadelphia) | [ 85 ] |

### Membros no Hall da Fama
| Cleveland Cavaliers - Hall da Fama do Basquetebol | Cleveland Cavaliers - Hall da Fama do Basquetebol | Cleveland Cavaliers - Hall da Fama do Basquetebol | Cleveland Cavaliers - Hall da Fama do Basquetebol |
| Jogadores                                         | Jogadores                                         | Jogadores                                         | Jogadores                                         |
| Número                                            | Nome                                              | Posição                                           | Período                                           |
| ------------------------------------------------- | ------------------------------------------------- | ------------------------------------------------- | ------------------------------------------------- |
| 11                                                | Walt Frazier                                      | PG                                                | 1977–1980                                         |
| 19                                                | Lenny Wilkens                                     | PG                                                | 1972–1974                                         |
| 25                                                | Mark Price                                        | PG                                                | 1986–1995                                         |
| 33                                                | Shaquille O'Neal                                  | CE                                                | 2009–2010                                         |
| 42                                                | Nate Thurmond                                     | PF                                                | 1975–1977                                         |
| Técnicos                                          |                                                   |                                                   |                                                   |
| Número                                            | Nome                                              | Posição                                           | Período                                           |
| –                                                 | Chuck Daly                                        | Técnico                                           | 1981–1982                                         |
| –                                                 | Lenny Wilkens                                     | Técnico                                           | 1986–1993                                         |
| Contribuidores                                    |                                                   |                                                   |                                                   |
| Número                                            | Nome                                              | Posição                                           | Período                                           |
| –                                                 | Wayne Embry                                       | Gerente                                           | 1986–1999                                         |

### Números Aposentados
| Cleveland Cavaliers - Números Aposentados e Honras | Cleveland Cavaliers - Números Aposentados e Honras | Cleveland Cavaliers - Números Aposentados e Honras | Cleveland Cavaliers - Números Aposentados e Honras |
| Número                                             | Nome                                               | Posição                                            | Período                                            |
| -------------------------------------------------- | -------------------------------------------------- | -------------------------------------------------- | -------------------------------------------------- |
| 07                                                 | Bingo Smith                                        | SF                                                 | 1970–1979                                          |
| 11                                                 | Žydrūnas Ilgauskas                                 | CE                                                 | 1997–2010                                          |
| 22                                                 | Larry Nance                                        | PF                                                 | 1988–1994                                          |
| 34                                                 | Austin Carr                                        | SG                                                 | 1971–1980                                          |
| 42                                                 | Nate Thurmond                                      | PF                                                 | 1975–1977                                          |
| 43                                                 | Brad Daugherty                                     | CE                                                 | 1986–1994                                          |
|                                                    | Joe Tait                                           | Locutor                                            | 1970–1981 1983–2011                                |

## Estatísticas gerais
Estatísticas atualizadas em 10 de março de 2025.

### Jogos
| #   | País           | Nome               | Período              | Jogos |
| --- | -------------- | ------------------ | -------------------- | ----- |
| 1.  | Estados Unidos | LeBron James       | 2003–2010, 2014–2018 | 849   |
| 2.  | Lituânia       | Žydrūnas Ilgauskas | 1997–2010            | 771   |
| 3.  | Estados Unidos | Danny Ferry        | 1990–2000            | 723   |
| 4.  | Estados Unidos | Bingo Smith        | 1970–1980            | 720   |
| 5.  | Estados Unidos | Tristan Thompson   | 2011–2020, 2023–     | 708   |
| 6.  | Estados Unidos | Hot Rod Williams   | 1986–1995            | 661   |
| 7.  | Estados Unidos | Austin Carr        | 1971–1980            | 635   |
| 8.  | Brasil         | Anderson Varejão   | 2004–2016, 2021      | 596   |
| 9.  | Estados Unidos | Mark Price         | 1986–1995            | 582   |
| 10. | Canadá         | Brad Daugherty     | 1986–1994            | 548   |

### Pontos
| #   | País           | Nome               | Período              | Pontos |
| --- | -------------- | ------------------ | -------------------- | ------ |
| 1.  | Estados Unidos | LeBron James       | 2003–2010, 2014–2018 | 23.119 |
| 2.  | Lituânia       | Žydrūnas Ilgauskas | 1997–2010            | 10.616 |
| 3.  | Canadá         | Brad Daugherty     | 1986–1994            | 10.389 |
| 4.  | Estados Unidos | Austin Carr        | 1971–1980            | 10.265 |
| 5.  | Estados Unidos | Mark Price         | 1986–1995            | 9.543  |
| 6.  | Estados Unidos | Bingo Smith        | 1970–1980            | 9.513  |
| 7.  | Estados Unidos | Hot Rod Williams   | 1986–1995            | 8.504  |
| 8.  | Estados Unidos | Kyrie Irving       | 2011–2017            | 8.232  |
| 9.  | Estados Unidos | Kevin Love         | 2014–2022            | 7.663  |
| 10. | Estados Unidos | Larry Nance        | 1987–1994            | 7.257  |

### Rebotes
| #   | País           | Nome               | Período              | Rebotes |
| --- | -------------- | ------------------ | -------------------- | ------- |
| 1.  | Estados Unidos | LeBron James       | 2003–2010, 2014–2018 | 6.190   |
| 2.  | Lituânia       | Žydrūnas Ilgauskas | 1997–2010            | 5.904   |
| 3.  | Estados Unidos | Tristan Thompson   | 2011–2020, 2023–     | 5.701   |
| 4.  | Canadá         | Brad Daugherty     | 1986–1994            | 5.227   |
| 5.  | Estados Unidos | Hot Rod Williams   | 1986–1995            | 4.669   |
| 6.  | Estados Unidos | Kevin Love         | 2014–2022            | 4.493   |
| 7.  | Brasil         | Anderson Varejão   | 2004–2016, 2021      | 4.454   |
| 8.  | Estados Unidos | Jim Chones         | 1974–1979            | 3.790   |
| 9.  | Estados Unidos | Larry Nance        | 1987–1994            | 3.561   |
| 10. | Estados Unidos | Jim Brewer         | 1973–1979            | 3.551   |

### Assistências
| #   | País           | Nome            | Período              | Assistências |
| --- | -------------- | --------------- | -------------------- | ------------ |
| 1.  | Estados Unidos | LeBron James    | 2003–2010, 2014–2018 | 6.228        |
| 2.  | Estados Unidos | Mark Price      | 1986–1995            | 4.206        |
| 3.  | Estados Unidos | Darius Garland  | 2019–                | 2.558        |
| 4.  | Estados Unidos | John Bagley     | 1982–1987            | 2.311        |
| 5.  | Estados Unidos | Terrell Brandon | 1991–1997            | 2.235        |
| 6.  | Estados Unidos | Foots Walker    | 1974–1980            | 2.115        |
| 7.  | Estados Unidos | Kyrie Irving    | 2011–2017            | 2.114        |
| 8.  | Canadá         | Brad Daugherty  | 1986–1994            | 2.028        |
| 9.  | Estados Unidos | Andre Miller    | 1999–2002            | 2.015        |
| 10. | Estados Unidos | Austin Carr     | 1971–1980            | 1.820        |

## Treinadores
|    |                   |               | Temporada regular | Temporada regular | Temporada regular | Temporada regular | Playoffs | Playoffs | Playoffs | Playoffs |                                                                          |            |
| #  | Nome              | Tempo         | J                 | V                 | D                 | %                 | J        | V        | D        | %        | Conquistas                                                               | Referência |
| 1  | Bill Fitch        | 1970–1979     | 738               | 304               | 434               | .412              | 18       | 7        | 11       | .389     | Treinador do Ano da NBA (1976) 10 Maiores Treinadores da História da NBA | [ 87 ]     |
| 2  | Stan Albeck       | 1979–1980     | 82                | 37                | 45                | .451              | —        | —        | —        | —        |                                                                          | [ 88 ]     |
| 3  | Bill Musselman    | 1980–1981     | 71                | 25                | 46                | .352              | —        | —        | —        | —        |                                                                          | [ 89 ]     |
| 4  | Don Delaney       | 1981          | 26                | 7                 | 19                | .269              | —        | —        | —        | —        |                                                                          | [ 90 ]     |
| 5  | Bob Kloppenburg   | 1981          | 3                 | 0                 | 3                 | .000              | —        | —        | —        | —        |                                                                          | [ 91 ]     |
| 6  | Chuck Daly        | 1981–1982     | 41                | 9                 | 32                | .220              | —        | —        | —        | —        | 10 Maiores Treinadores da História da NBA                                | [ 92 ]     |
| —  | Bill Musselman    | 1982          | 15                | 4                 | 11                | .267              | —        | —        | —        | —        |                                                                          |            |
| 7  | Tom Nissalke      | 1982–1984     | 164               | 51                | 113               | .311              | —        | —        | —        | —        |                                                                          | [ 93 ]     |
| 8  | George Karl       | 1984–1986     | 149               | 61                | 88                | .409              | 4        | 1        | 3        | .250     |                                                                          | [ 94 ]     |
| 9  | Gene Littles      | 1986          | 15                | 4                 | 11                | .267              | —        | —        | —        | —        |                                                                          | [ 95 ]     |
| 10 | Lenny Wilkens     | 1986–1993     | 574               | 316               | 258               | .551              | 41       | 18       | 23       | .439     | 10 Maiores Treinadores da História da NBA                                | [ 96 ]     |
| 11 | Mike Fratello     | 1993–1999     | 460               | 248               | 212               | .539              | 14       | 2        | 12       | .143     |                                                                          | [ 97 ]     |
| 12 | Randy Wittman     | 1999–2001     | 164               | 62                | 102               | .378              | —        | —        | —        | —        |                                                                          | [ 98 ]     |
| 13 | John Lucas        | 2001–2003     | 124               | 37                | 87                | .298              | —        | —        | —        | —        |                                                                          | [ 99 ]     |
| 14 | Keith Smart       | 2003          | 40                | 9                 | 31                | .225              | —        | —        | —        | —        |                                                                          | [ 100 ]    |
| 15 | Paul Silas        | 2003–2005     | 146               | 69                | 77                | .473              | —        | —        | —        | —        |                                                                          | [ 101 ]    |
| 16 | Brendan Malone    | 2005          | 18                | 8                 | 10                | .444              | —        | —        | —        | —        |                                                                          | [ 102 ]    |
| 17 | Mike Brown        | 2005–2010     | 410               | 272               | 138               | .663              | 71       | 42       | 29       | .592     | Título da Conferência Leste (2007) Treinador do Ano da NBA (2009)        | [ 103 ]    |
| 18 | Byron Scott       | 2010–2013     | 230               | 64                | 166               | .278              | —        | —        | —        | —        |                                                                          | [ 104 ]    |
| —  | Mike Brown        | 2013–2014     | 82                | 33                | 49                | .402              | —        | —        | —        | —        |                                                                          |            |
| 19 | David Blatt       | 2014–2016     | 113               | 83                | 40                | .675              | 20       | 14       | 6        | .700     | Título da Conferência Leste (2015)                                       | [ 105 ]    |
| 20 | Tyronn Lue        | 2016–2018     | 211               | 128               | 83                | .607              | 56       | 40       | 16       | .714     | Título da Conferência Leste (2016, 2017, 2018) Título da NBA (2016)      | [ 106 ]    |
| 21 | Larry Drew        | 2018–2019     | 76                | 19                | 57                | .250              | —        | —        | —        | –        |                                                                          | [ 107 ]    |
| 22 | John Beilein      | 2019–2020     | 54                | 14                | 40                | .259              | —        | —        | —        | –        |                                                                          | [ 108 ]    |
| 23 | J. B. Bickerstaff | 2020–2024     | 329               | 170               | 159               | .517              | 10       | 4        | 6        | ,400     |                                                                          | [ 109 ]    |
| 24 | Kenny Atkinson    | 2024–Presente |                   |                   |                   |                   |          |          |          |          |                                                                          | [ 110 ]    |

## Meios de comunicação

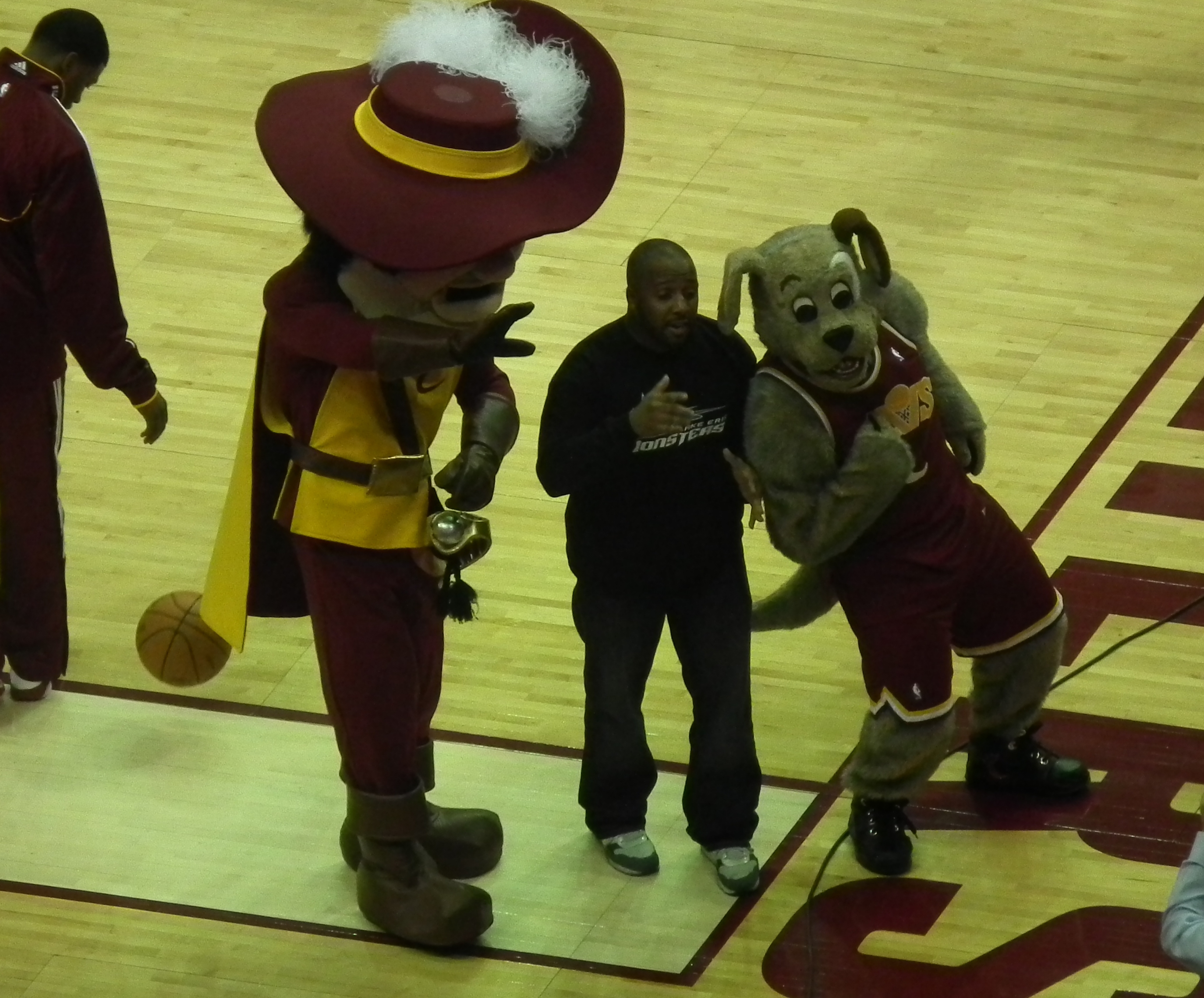
Sir C.C. (esquerda) e Moondog (direita), os atuais mascotes da equipe.

O WTAM (1100 AM) e o WMMS (100,7 FM) atualmente atuam como as principais estações da rede de rádio do Cleveland Cavaliers. Tim Alcorn e Jim Chones são a equipe de rádio, com o co-apresentador / diretor esportivo da manhã do WTAM, Mike Snyder, organizando os programas pré-jogo / intervalo / pós-jogo. Chones (jogos em casa) ou Brad Sellers (jogos fora de casa) se juntarão a Snyder para o programa pós-jogo.
O WLFM-LP (87,7 FM) serve como a casa de rádio dos Cavaliers em língua espanhola, com a temporada de 2014–15 marcando a primeira vez que os Cavaliers foram transmitidos em um segundo idioma. Rafael Hernández Brito atua como locutor, além de apresentar os programas antes e depois do jogo. Os Cavaliers vão ao ar na Fox Sports Ohio com transmissão simultânea de jogos selecionados na WUAB (canal de TV 43). A equipe de transmissão inclui o locutor John Michael, Austin Carr e o repórter Angel Gray. Jeff Phelps e Campy Russell apresentam os programas pré-jogo, intervalo e pós-jogo.

## Mascotes
Os Cavaliers têm dois mascotes oficiais: Moondog e Sir C.C. Os personagens tem uma conexão única, não apenas com a equipe, mas com a cidade e os arredores. Durante os anos 1990 e início dos anos 2000, os Cavs tinham um mascote urso polar chamado Whammer, que foi apresentado em 9 de novembro de 1995. Ele ainda faz aparições ocasionais ao longo da temporada nos jogos do Cavaliers. 